# Кукса Віктор Іванович
Віктор Іванович Кукса (нар. 13 лютого 1940, с. Саварка Богуславського р-ну Київської обл.) — український громадський діяч, дисидент та політв'язень, учасник національно-визвольного руху, який разом із Г. Москаленком вночі 1 травня 1966 встановив на даху головного корпусу Київського інституту народного господарства український національний прапор.

## Життєпис
Родичі були учасниками національно-визвольної боротьби часів УНР. Закінчив середню школу 1957 року й поїхав до Києва на будівництво. Жив у робітничому гуртожитку в Святошині. 1958-61 р.р. відслужив у війську і повернувся до Києва.

## Подвиг

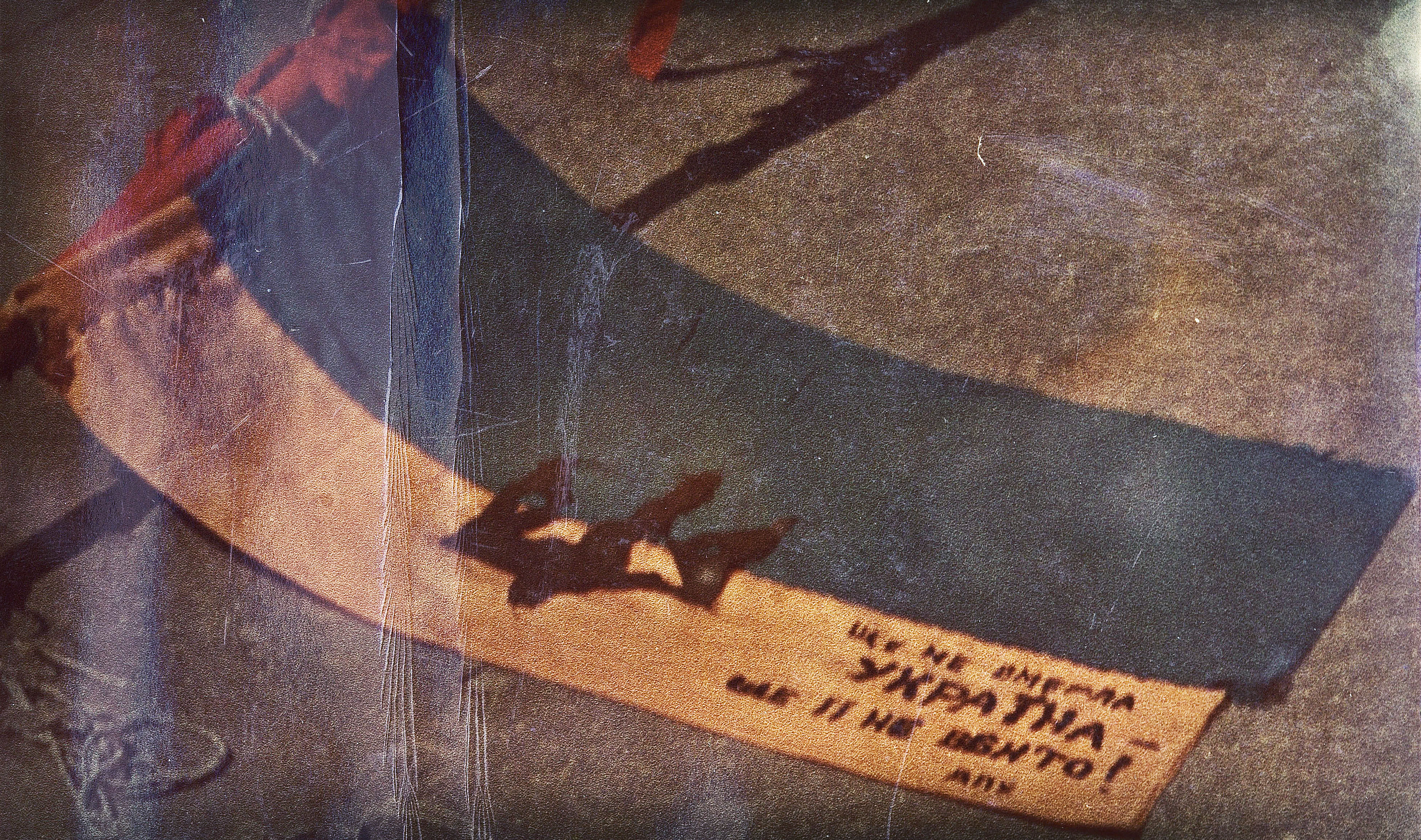
Прапор, встановлений Г. Москаленком і В. Куксою у ніч проти 1 травня 1966 року над будівлею КІНГ. Напис на полотнищі: «Ще не вмерла Україна, ще її не вбито! ДПУ».

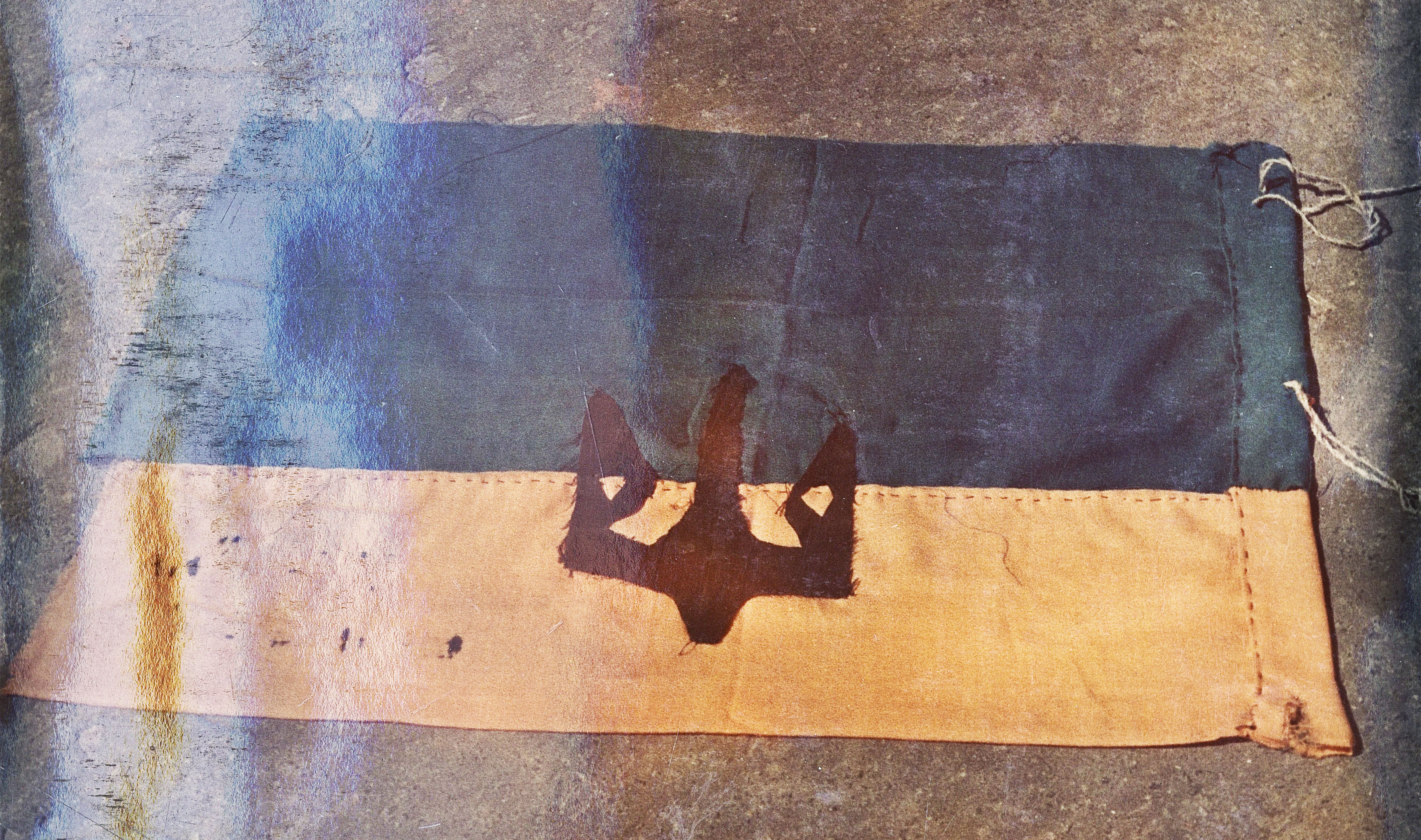
Зворотній бік прапора

В ніч на 1 травня 1966 року В. Кукса разом із товаришем по гуртожитку Г. Москаленком на даху встановили блакитно-жовтий прапор. Місце було обране з огляду на те, що в тому районі вранці формувалися колони демонстрантів. Блакитно-жовтий прапор був пошитий з двох жіночих шарфів. З грошей УНР скопіювали національний герб, вирізали його з чорної матерії і нашили на прапор. Друкованими літерами, чорнилом на прапорі було дописано: «Ще не вмерла Україна, Ще її не вбито. ДПУ». Москаленко стояв на сторожі біля пожежної драбини з самопалом, В.Кукса виліз на дах, зрізав кухонним ножем червоний прапор і натомість прив'язав синьо-жовтий.
Вранці двірник інституту Володимир Минович Литвиненко, під час огляду території, помітив о 6:30 синьо-жовтий прапор. Він повідомив про це чергового вахтера, яким було викликано секретаря партійної організації інституту Романа Костюка та проректора з господарсько-адміністративних питань Костянтина Капустіна. Костюк та Капустін віднесли синьо-жовтий прапор до приміщення парткому, звідки Костюк викликав представника правоохоронних органів. На виклик прибув співробітник КДБ Київської області лейтенант Іванов, який забрав полотнища червоного та синьо-жовтого прапорів із собою. О пів на 11-ту до інституту прибула слідча група під керівництвом лейтенанта Берестовського, котрий спільно з експертом-криміналістом оглянув місце події та склав відповідний протокол. Після виконання усіх процесуальні дії, лейтенант безпеки Берестовський порушив кримінальну справу за фактом посягання на територіальну цілісність Української РСР.
В Київського інституту народного господарства був посилений студентський склад сексотами та проведенню письмових диктантів серед студентів, щоб виявити почерки, максимально наближені до стилістики напису на синьо-жовтому прапорі. Наприкінці 1967 року вжиті заходи дали позитивний результат: слідство вийшло на організаторів вивішування синьо-жовтого прапора.

## Арешт
Був заарештований 21 лютого 1967 та засуджений вироком Київського обласного суду на закритому засіданні 31.05. 1967 за проведення антирадянської агітації і пропаганди (ч. 1 ст. 62 КК УРСР) та носіння холодної зброї (ч. 2 ст. 222) в сукупності до 2 років позбавлення волі в таборах суворого режиму.
Покарання Кукса відбував у таборі суворого режиму № 11, що в селищі Явас, Зубово-Полянський район, Мордовська АРСР. Працював екскаваторником.

## Реабілітація
Після повернення працював машиністом екскаватора, був переслідуваний дільничою міліцією та КДБ. Спілкувався з шістдесятниками (Василь Стус, Іван Світличний, Іван Русин), відвідував репетиції хору «Гомін», де знайомився з літературою самвидаву. Брав участь у русі за незалежність.
Постановою Пленуму Верховного Суду України від 20.05. 1994 р. судові рішення в частині засудження К. за ст. 62 ч. 1 КК УРСР скасовано, а кримінальну справу в цій частині переведенням закрито на підставі п.2 ст. 6 КПК України за відсутністю складу злочину. Але він і надалі вважався засудженим за ч. 2 ст. 222 КК УРСР, на підставі ст. 42 КК УРСР на 2 р. позбавлення волі у виправно-трудовій колонії загального режиму.
18 березня 2002 року в Києві створено Громадський комітет (згодом Громадська організація) «За реабілітацію "першотравневої двійки"», який поставив за мету домогтися повної реабілітації М., Г.Кукси та інших репресованих з політичних мотивів, але засуджених за кримінальними статтями.
Ухвалою спільного засідання Судової палати у кримінальних справах та Військової судової колегії Верховного Суду України від 26.01. 2007 вирок Київського обласного суду від 31.05. 1967 та ухвалу судової колегії в кримінальних справах Верховного Суду України УРСР від 4.07. 1967 року в частині засудження Кукси В. І. за ч. 2 ст. 222 КК УРСР скасовано, а справу в цій частині закрито за відсутністю в його діях складу злочину на підставі п. 2 ч. 1 ст. 6 КПК України.

## Нагороди
Указом Президента України № 693/2006 від 18.08.2006. нагороджений орденом «За мужність» І ступеня.
Указом Президента України від 22 серпня 2016 року № 338/2016 «Про відзначення державними нагородами України з нагоди 25-ї річниці незалежності України» нагороджений Орден Свободи.

## Вшанування
16 листопада 2006 року на будівлі вишу, над якою було піднято прапор, встановлено меморіальну дошку в пам'ять про геройський вчинок Кукси та Москаленка.
У 2016 році нагороджений орденом Свободи від Президента України «за значний особистий внесок у державне будівництво, соціально-економічний, науково-технічний, культурно-освітній розвиток України, вагомі трудові здобутки та високий професіоналізм».

## Джерело
- Дисидентський рух в Україні
- Відчайдухи-прапороносці (стаття в журналі «Тиждень») [Архівовано 13 грудня 2011 у Wayback Machine.]